# Liste großer Unternehmen in Uruguay
Die Liste großer Unternehmen in Uruguay führt große Unternehmen auf, die ihren Sitz im zweitkleinsten südamerikanischen Staat Uruguay haben.

## Große börsennotierte Unternehmen
In der Liste Forbes Global 2000 der weltweit 2000 größten börsennotierten Unternehmen ist mit MercadoLibre auf ungefähr Platz 1000 das einzige Unternehmen mit Sitz in Uruguay.

## Unternehmen mit hoher Reputation
Merco (Monitor Empresarial de Reputación Corporativa) ist der Unternehmensmonitor in Lateinamerika, der seit 2000 die Reputation von Unternehmen bewertet. Das Reputationsbewertungstool basiert auf einer Multistakeholder-Methodik, die aus sechs Bewertungen und mehr als zwanzig Informationsquellen besteht.
Die ersten 12 Plätze für in Uruguay tätige Unternehmen belegen (Branche in Klammern):
1. MercadoLibre (e-Commerce)
2. Banco Itaú Uruguay (Bank)
3. Salus (Getränke)
4. Banco Santander (Bank)
5. Conaprole (Milchverarbeitung)
6. ANTEL (Telekommunikation)
7. Coca-Cola (Getränke)
8. Nestlé (Lebensmittel)
9. Tres Cruces Shopping (Einkaufszentrum)
10. PedidosYa (Lieferdienst)
11. Montevideo Shopping (Einkaufszentrum)
12. Tienda Inglesa (Einzelhandel)

## Größte Unternehmen
Die Wirtschaftsagentur Agencialist hat eine Liste der 10 größten Unternehmen Uruguays zusammengestellt, ohne die Methode des Ranking zu nennen:
1. Salus (Getränke)
2. Conaprole (Milchverarbeitung)
3. ANTEL (Telekommunikation)
4. Tres Cruces Shopping (Einkaufszentrum)
5. Montevideo Shopping (Einkaufszentrum)
6. Tienda Inglesa (Einzelhandel)
7. Fábricas Nacionales de Cerveza (Getränke)
8. BROU (Bank)
9. Zona América (Freihandelszonen)
10. Aeropuerto de Carrasco – Corporación América (Flughafen)

## Große Staatsbetriebe
Die drei größten staatlichen Unternehmen (spanisch empresas del Estado) sind ANCAP, UTE und ANTEL.